# Abdou Harroui
Abdoulrahmane Harroui (Leiden, 13 januari 1998) is een Marokkaans-Nederlands voetballer die doorgaans als middenvelder speelt. Hij stroomde in 2016 door vanuit de jeugd van Sparta Rotterdam. In augustus 2021 werd hij verhuurd aan het Italiaanse US Sassuolo dat hem in 2022 overneemt.

## Carrière
Harroui speelde in de jeugd van LV Roodenburg, UVS, Alphense Boys en Sparta Rotterdam. Sinds 2016 speelt hij voor Jong Sparta Rotterdam in de Tweede divisie. Op 24 februari 2018 debuteerde hij in het eerste elftal van Sparta Rotterdam, in de met 2-1 verloren uitwedstrijd tegen AZ.

## Clubstatistieken

#### Beloften
| Seizoen                       | Club                  | Competitie      | Competitie | Competitie | Beker | Beker | Totaal | Totaal |
| Seizoen                       | Club                  | Competitie      | Wed.       | Dlp.       | Wed.  | Dlp.  | Wed.   | Dlp.   |
| ----------------------------- | --------------------- | --------------- | ---------- | ---------- | ----- | ----- | ------ | ------ |
| 2016/17                       | Jong Sparta Rotterdam | Tweede divisie  | 20         | 1          | –     | –     | 20     | 1      |
| 2017/18                       | Jong Sparta Rotterdam | Tweede divisie  | 25         | 9          | –     | –     | 25     | 9      |
| Totaal Beloften               | Totaal Beloften       | Totaal Beloften | 45         | 10         | 0     | 0     | 45     | 10     |
| Bijgewerkt op 3 augustus 2018 |                       |                 |            |            |       |       |        |        |

#### Senioren
| Seizoen        | Club             | Competitie     | Competitie | Competitie | Beker | Beker | Play-offs | Play-offs | Totaal | Totaal |
| Seizoen        | Club             | Competitie     | Wed.       | Dlp.       | Wed.  | Dlp.  | Wed.      | Dlp.      | Wed.   | Dlp.   |
| -------------- | ---------------- | -------------- | ---------- | ---------- | ----- | ----- | --------- | --------- | ------ | ------ |
| 2017/18        | Sparta Rotterdam | Eredivisie     | 1          | 0          | 0     | 0     | 1         | 0         | 2      | 0      |
| 2018/19        | Sparta Rotterdam | Eerste divisie | 35         | 4          | 1     | 2     | 4         | 2         | 40     | 8      |
| 2019/20        | Sparta Rotterdam | Eredivisie     | 18         | 2          | 0     | 0     | 0         | 0         | 18     | 2      |
| Carrièretotaal | Carrièretotaal   | Carrièretotaal | 54         | 6          | 1     | 2     | 5         | 2         | 60     | 8      |

Bijgewerkt op 6 januari 2020
1 Russo ·
2 Missori ·
3 Doig ·
7 Volpato ·
8 Ghion ·
9 Mulattieri ·
10 Berardi ·
11 Boloca ·
12 Satalino ·
14 Obiang ·
15 Pieragnolo ·
17 Paz ·
19 Romagna ·
20 Lovato ·
23 Toljan ·
24 Moro ·
25 D'Andrea ·
26 Odenthal ·
28 Antiste ·
29 Caligara ·
31 Moldovan ·
35 Lipani ·
40 Iannoni ·
42 Thorstvedt ·
45 Laurienté ·
47 Consigli  ·
55 Kumi ·
77 Pierini ·
80 Muharemović ·
Coach: Grosso
· Keeperstrainer: Orlandoni